# 布拉什 (索姆省)
布拉什（法語：Braches，法語發音：[bʁaʃ]）是法国上法蘭西大區索姆省的一个市镇，属于蒙迪迪耶区。

## 地理
布拉什（49°43'59"N, 2°30'23"E）面积7.21 平方千米，位于法国上法蘭西大區索姆省，该省份为法国北部沿海省份，北起加来海峡省和北部省，西接滨海塞纳省和大西洋英吉利海峡，南至瓦兹省，东临埃纳省。
与布拉什接壤的市镇（或旧市镇、城区）包括：欧布维莱尔、马伊赖讷瓦尔、莫勒伊、拉讷维尔西尔贝尔纳、索维莱尔-蒙吉瓦勒、三河镇。

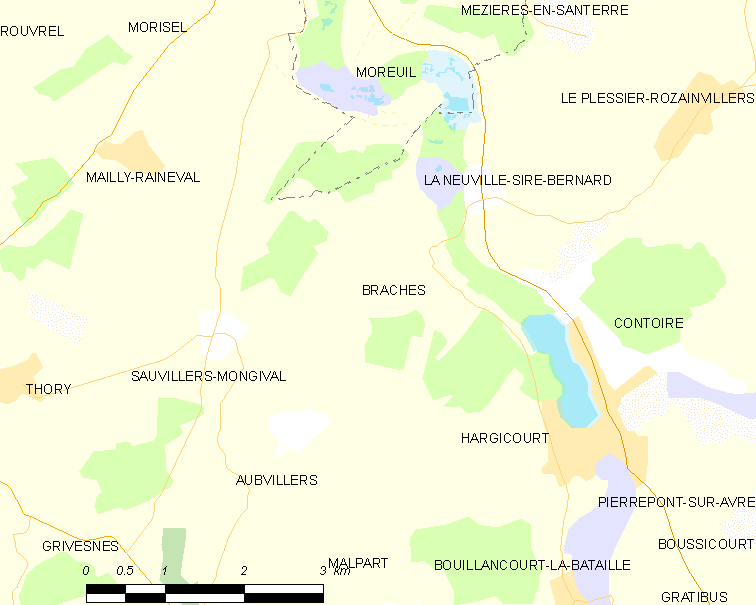
的OSM定位图

布拉什的时区为UTC+01:00、UTC+02:00（夏令时）。

## 行政
布拉什的邮政编码为80110，INSEE市镇编码为80132。

## 政治
布拉什所属的省级选区为莫勒伊县。

## 人口

1962-2008年间人口变化图示

布拉什于2022年1月1日时的人口数量为205人。